# Edward Porter Alexander

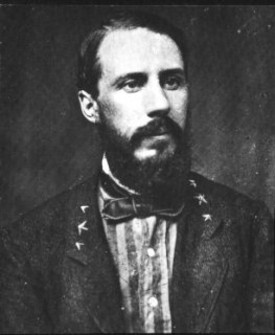
Edward Porter Alexander

Edward Porter Alexander (* 26. Mai 1835 in Washington, Georgia; † 28. April 1910 in Savannah, Georgia) war Offizier des US-Heeres, Brigadegeneral des konföderierten Heeres im Sezessionskrieg, Präsident mehrerer Eisenbahngesellschaften und Schriftsteller.

## Leben bis zum Bürgerkrieg
Alexander war das sechste von acht Kindern von Sarah und Adam Alexander. Er besuchte ab 1853 die Militärakademie in West Point, New York, die er 1857 als Drittbester seines Jahrganges als Leutnant verließ. Alexander erhielt eine zur damaligen Zeit sehr begehrte Verwendung in der Pioniertruppe. Im folgenden Jahr nahm er unter Oberst Albert S. Johnston am sogenannten Utah-Krieg teil. Noch vor Beendigung des Feldzuges wurde Alexander 1858 an die Militärakademie versetzt. Dort lehrte er Pionierwesen und war maßgeblich bei der Entwicklung ein Nachrichtensystems mit Flaggenzeichen beteiligt, das später sowohl vom US-Heer als auch vom konföderierten Heer angewandt wurde. Alexander heiratete 1860 Bettie Mason. Aus der Ehe gingen fünf Kinder hervor. Den Beginn des Bürgerkrieges erlebte er 1861 an der Westküste der Vereinigten Staaten mit.

## Bürgerkrieg
Nachdem Alexander vom Austritt seines Heimatstaates Georgia aus der Union erfuhr, quittierte er am 1. Mai 1861 den Dienst im US-Heer, fuhr mit seiner Frau per Dampfschiff an die Ostküste und trat in das konföderierte Heer mit dem Dienstgrad Hauptmann der Pioniere ein. Im Juni 1861 erhielt er von Präsident Davis den Auftrag, die konföderierte Nachrichtentruppe (Confederate States Signal Corps) aufzustellen und auszubilden. Alexander wurde am 1. Juli 1861 zum Major befördert und zur Potomac-Armee versetzt.  Mit geringen Mitteln baute Alexander ein einfaches, auf Flaggensignalen beruhendes Nachrichtensystem auf, das während der Ersten Schlacht am Bull Run General Beauregard gute Dienste leistete.
Im Anschluss an die Schlacht wurde Alexander zunächst zum Artillerieführer von Beauregards Korps, am 22. Juli 1861 zum Artillerieführer der Potomac-Armee, später der Nord-Virginia-Armee ernannt und am 31. Dezember 1861 zum Oberstleutnant befördert. Am 7. November 1862 wurde er Bataillonskommandeur des Reserve-Artillerie-Bataillons des I. Korps der Nord-Virginia-Armee unter Generalleutnant Longstreet. Alexander wurde am 5. Dezember 1862 zum Oberst befördert. Während der Schlacht von Fredericksburg führte er die Artillerie des I. Korps und leitete den Feuerkampf gegen die die Marye’s Heights angreifenden Divisionen der Potomac-Armee der Union sehr erfolgreich. Bei der Schlacht bei Chancellorsville am 2. und 5. Mai 1863 führte Alexander seine Batterien von vorne und war Generalleutnant Jackson bei dessen Flankenmarsch unterstellt.
- Gettysburg

Alexander erreichte mit seinem Reserve-Artillerie-Bataillon am Vormittag des 2. Juli 1863 das Schlachtfeld. Er erhielt den Auftrag, die Einsatzmöglichkeiten der Artillerie für die Unterstützung des Angriffs des I. Korps am Nachmittag zu erkunden. Für die Leitung des Feuerkampfes während der Schlacht wurde ihm die gesamte Artillerie des I. Korps unterstellt. Am Vormittag des 3. Juli bereitete er den Feuerkampf der Artillerie für den Angriff vor. Zusätzlich wurden ihm fast die gesamte übrige Artillerie der Nord-Virginia-Armee unterstellt. Kurz vor Beginn des Feuerüberfalls auf die Stellungen der gegnerischen Artillerie erhielt Alexander eine Notiz von Generalleutnant Longstreet, der von ihm verlangte, Pickett den Befehl zum Angriff zu geben, sobald er das für richtig und erfolgversprechend halte. Sollte das Artilleriefeuer jedoch nicht den gewünschten Erfolg haben, solle er Pickett keinen Befehl zum Angriff geben. 25 Minuten nach Beginn der Kanonade forderte Alexander Pickett auf, anzugreifen, weil er nur dann den Angriff mit der Artillerie auch weiter unterstützen könnte.
Nach der Niederlage bei Gettysburg wurde Alexander am 19. September 1863 zum Artillerieführer des I. Korps ernannt. Auf diesem Dienstposten wurde er am 26. Februar 1864 zum Brigadegeneral befördert. Während dieser Zeit nahm er an der Schlacht am Chickamauga und anschließend an allen Schlachten des Überland-Feldzuges teil. Während der Belagerung von Petersburg wurde Alexander am 30. Juni 1864 von einem Scharfschützen in der Schulter getroffen. Er gesundete vollkommen und nahm Ende März 1865 am Appomattox-Feldzug teil. Am 9. April 1865 wurde er mit den anderen Angehörigen der Nord-Virginia-Armee auf Ehrenwort entlassen.

## Leben nach dem Bürgerkrieg

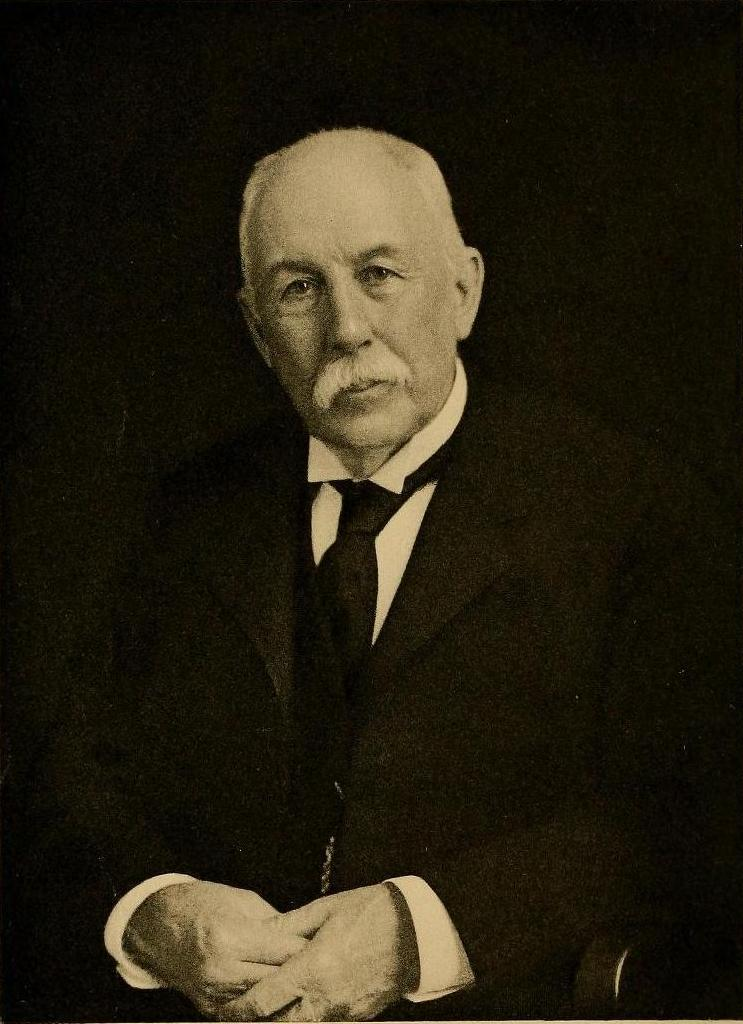
Edward Porter Alexander um 1900

Nach dem Bürgerkrieg lehrte Alexander von 1866 bis 1869 ziviles Bau- und militärisches Pionierwesen und Mathematik an der Universität von South Carolina. Den Lehrstuhl gab er auf und gründete die Columbia Oil Company, eine Firma die Öl aus Baumwollsamen herstellte und vertrieb. Als das scheiterte, wurde Alexander 1871 Vorsitzender der Columbia and Augusta Railroad und im Jahr darauf Präsident der Savannah and Memphis Railroad. In den folgenden Jahren wechselte er zu weiteren Eisenbahngesellschaften. 1883–1889 war Alexander im Ausschuss für die Gründung der Hauptstadt Georgias (Capital Commission of the State of Georgia) tätig. In dieser Zeit schrieb er 1887 das Buch Railway Practice.
Auf Grund seiner militärischen Erfahrung entsandte ihn US-Präsident Grover Cleveland 1897 nach Mittelamerika um den Grenzkonflikt zwischen Nicaragua und Costa Rica zu schlichten. In dieser Zeit schrieb er auch seine Memoiren, die 1907 unter dem Titel Military Memoirs of a Confederate veröffentlicht wurden. Des Weiteren schrieb er in dieser Zeit Fighting for the Confederacy: The Personal Recollections of General Edward Porter Alexander, das 1989 posthum veröffentlicht wurde.
Alexander starb in Savannah und ist auf dem Magnolia-Friedhof in Augusta, Georgia beigesetzt.
Nach ihm ist Alexander City in Alabama benannt.